# همرتون (كامبريدجشير)
همرتون (بالإنجليزية: Hamerton)‏ هي قرية و أبرشية مدنية تقع في المملكة المتحدة في إنجلترا.